# الحزب الوطني الديمقراطي (مصر)
الحزب الوطني الديمقراطي كان حزباً سياسياً مصرياً، تأسس 31 يوليو 1978 وتم حله رسميا غداة حكم قضائي صادر عن المحكمة الإدارية العليا في 16 إبريل 2011، مؤسسه هو الرئيس محمد أنور السادات وآخر رؤسائه هو طلعت السادات.

## نشأته
أنشأه الرئيس أنور السادات في عام 1978 بعد حل الاتحاد الاشتراكي العربي، وفي يوم 7 أغسطس 1978 اجتمعت الأمانة العامة للحزب الذي يرأسه الرئيس السادات والاتفاق على تسميته بالحزب الوطني الديمقراطي، وتولى الرئيس الراحل أنور السادات رئاسته حتى اغتياله سنة 1981. ترأسه منذ 1981 حسني مبارك حتى عام 2011. وتم تغيير اسمه إلى الحزب الوطني الجديد بعد تولي طلعت السادات رئاسته في 13 أبريل 2011، حتى تم حلّ الحزب نهائياً بقرار من المحكمة الإدارية العليا في مصر بتاريخ 16 أبريل 2011.

## أوضاعه السياسية
في عام 2000، تحصل الحزب على 388 مقعدا في مجلس الشعب باحتساب المستقلين الذين انضموا إلى كتلته بعد الانتخابات. في انتخابات سنة 2005، انخفضت كتلته إلى 311 مقعداً. ينتمي للحزب مليون و 900 ألف عضو. يصدر الحزب جريدة الوطني اليوم.
وفي عام 2010 استطاع أن يفوز بأغلبية ساحقة تقارب 97% من مقاعد مجلس الشعب المصري وسط انتقادات واتهامات عديدة بالتزوير 

## قيادات الحزب

### رئيس الحزب
- أنور السادات (1978 - 1981).[4]
- حسني مبارك (1981 - 2011).[4]
- محمد رجب (فترة مؤقته)

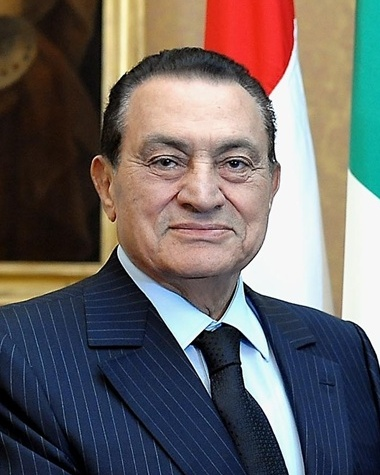
محمد حسني مبارك، رئيس الحزب السابق

محمد أنور السادات مؤسس الحزب

- طلعت السادات (الحزب الوطني الجديد حتى صدور قرار بحل الحزب)

### نائب رئيس الحزب
- يوسف والي.[5]
- مصطفى خليل.[6][7]
- حسني مبارك.[4]

### الأمين العام
- محمد رجب.[4]
- صفوت الشريف.[5]
- يوسف والي.[5]
- محمد صبحي عبد الحكيم.[8]
- أحمد فؤاد محيي الدين.[4]
- حسني مبارك.[8]
- فكري مكرم عبيد.[8]

### أمين السياسات
- جمال مبارك.[5][9][10]

### أمين التنظيم
- أحمد عز.[9][10]
- كمال الشاذلي.[5]

### أمين الشؤون المالية والإدارية
- سعيد الألفي.[10][11]
- زكريا عزمي.[5]

### أمين التدريب والتثقيف السياسي
- محمد مصطفى كمال.[10]
- علي الدين هلال.[5]

### أمين العضوية
- ماجد الشربيني.[8][10]
- أحمد عز.[5]

### أمين الفلاحين
- أحمد منسي.[10][12]
- حماد مصطفى.[5]

### أمين العمال
- محمد عبد الحليم.[10][13]
- السيد راشد.[5]

### أمين المهنيين
- محمد الحفناوي.[10][14]
- مفيد شهاب.[5]

### أمين المرأة
- مؤمنة كامل.[5]
- عائشة عبد الهادي.[10][15]
- سهير القلماوي.[16]

### أمين الشباب
- محمد هيبة.[8][10]
- حسام عوض.[5]

### أمين قطاع الأعمال
- حسام بدراوي.[5][10]

### أمين القيم والشؤون القانونية
- محمد الدكروري.[17]
- عادل قورة.[5]

### أمين الإعلام
- علي الدين هلال.[9][10]
- ممدوح البلتاجي.[5]

### أمين المجالس المحلية
- محمد عبد المحسن صالح.[10]

### أمين العلاقات الخارجية
- محمد عبد اللاه.[10]

### المكتب السياسي
يتكون المكتب السياسي السابق للحزب من رئيسه السابق محمد حسني مبارك، (جمال مبارك)، رئيس مجلس الشعب (أحمد فتحي سرور)، رئيس مجلس الشورى (صفوت الشريف)، الأمين العام للحزب (صفوت الشريف) ، امين مساعد وامين التنظم أحمد عز كذلك إضافة لثمانية أعضاء يختارهم المؤتمر العام للحزب، وهم منذ المؤتمر التاسع للحزب: يوسف والي، كمال الشاذلي، آمال عثمان، زينب رضوان، ثروت باسيلي، فرخندة حسن، أدوارد غالي الذهبي.

### قيادات سابقة بارزة
- مساعد رئيس الحزب : يوسف والي.
- الأمين العام المساعد لشئون التنظيم والعضوية والمالية والإدارية: زكريا عزمي
- الأمين العام المساعد للشئون البرلمانية: مفيد شهاب.
- رئيس اللجنة الاقتصادية: علي لطفي.[19]
- رئيس اللجنة الاقتصادية: عاطف عبيد.[20]
- عضو لجنة السياسات بصفته رئيساً للوزراء: كمال الجنزوري.[21]

## سقوط الحزب

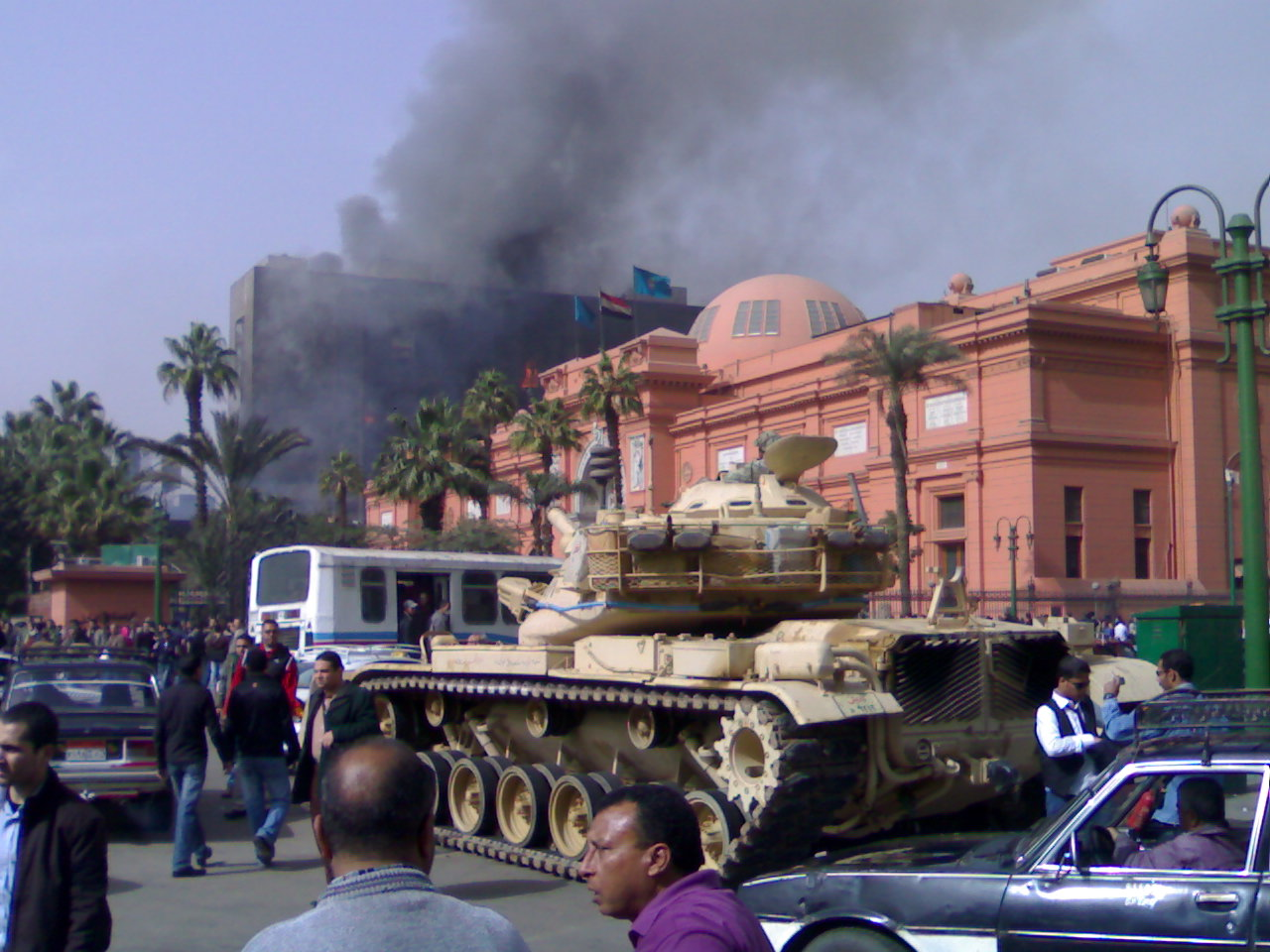
أعمدة الدخان تتصاعد لليوم الثاني على التوالي من مبنى المقر الرئيسي للحزب الوطني بعد إضرام النار فيه مساء جمعة الغضب أثناء ثورة 25 يناير

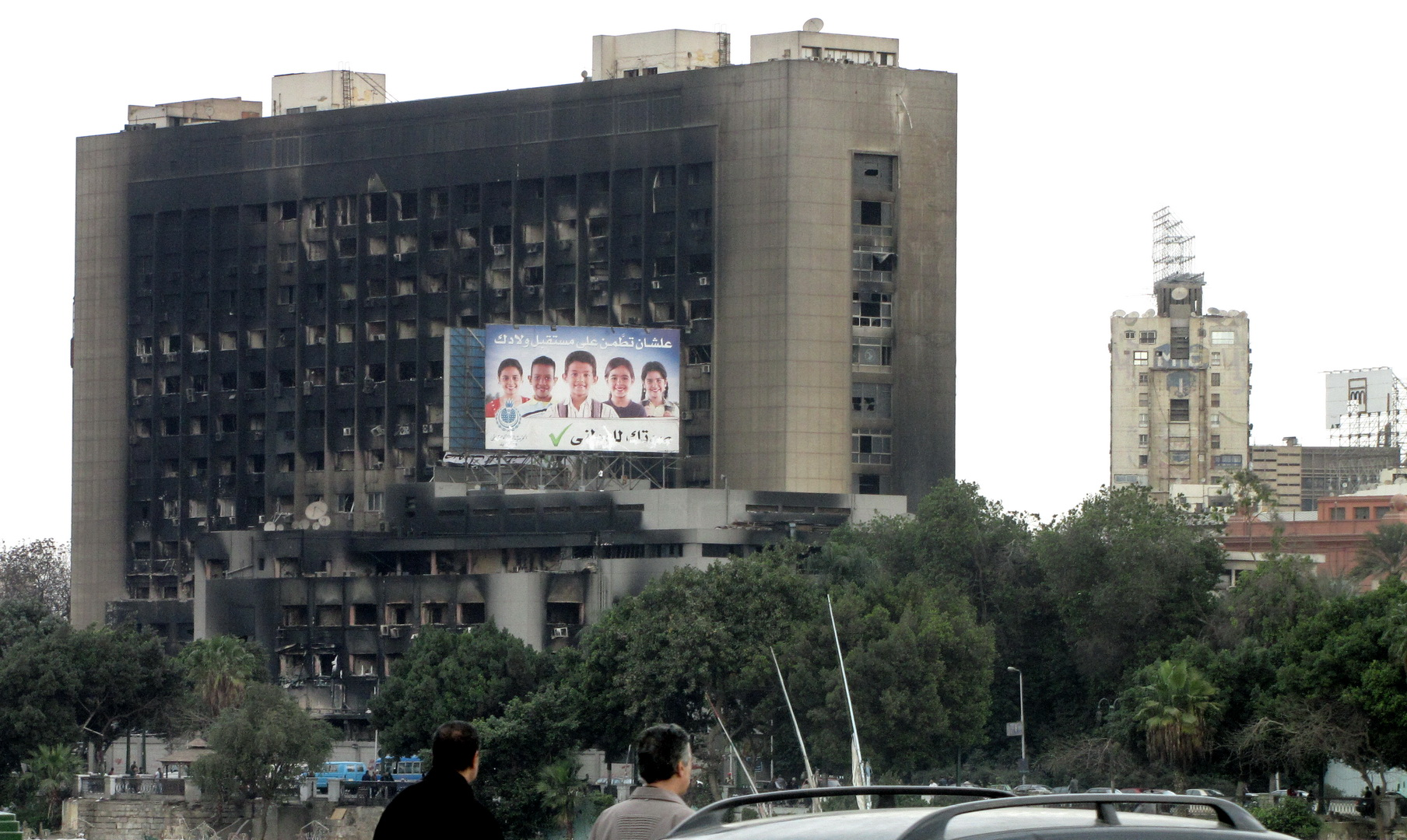
مبنى الحزب بعد إحراق محتوياته، وأمامه لافتة إعلانية تحمل دعاية سياسية للحزب.

تم اتهام الحزب الوطني الديمقراطي بأنه أفسد الحياة السياسية المصرية فقام بافساد العملية السياسية بتشويه سيرة المنافسين أو سجنهم أو حجبهم عن العمل العام وسيطر على البرلمان، وكانت انتخابات مجلس الشعب المصري عام 2010 النهاية في علاقة الشعب بالحزب الوطني بعد أن شهدت حالات تزوير صارخة ما أدى إلى مزيد من الاحتقان الداخلي في مصر والذي انفجر في ثورة 25 يناير2011 وأشعلت الجموع الغاضبة النيران في العديد من مقرات الحزب انتهاء بحريق المقر الرئيسي للحزب في القاهرة مساء 28 يناير معلنا السقوط المعنوي للحزب، وسط موجة ارتياح كبيرة من جموع الجماهير المتظاهرة في الشارع المصري ضد سياسات الحزب التي دعوها بالمزيفة والكاذبة. وأعلن معها الإقالة الرسمية للحكومة التي كان يمثلها كبار أعضاء الحزب، وتشكيل حكومة جديدة ومنع كبار قياداته من السفر وتجميد أرصدتهم في البنوك، لحين محاكمتهم عن السرقات التي اتهموا بها.
وفي 16 أبريل 2011 أصدرت المحكمة الإدارية العليا - أعلى جهة قضائية بمجلس الدولة - قرارا بحل الحزب الوطني الديمقراطي، على أن تؤول مقاره وأمواله إلى الدولة.